# Пунтя-де-Греч
Пунтя-де-Греч (рум. Puntea de Greci) — село у повіті Димбовіца в Румунії. Входить до складу комуни Петрешть.
Село розташоване на відстані 66 км на захід від Бухареста, 32 км на південь від Тирговіште, 123 км на схід від Крайови, 114 км на південь від Брашова.

## Населення
За даними перепису населення 2002 року у селі проживали 822 особи, з них 820 осіб (99,8%) румунів. Усі жителі села рідною мовою назвали румунську.